# Virtlandija
Virtlandija (angleško Wirtland; francosko Terre du Wirt ali Virtlande; turško Hayalistan; bolgarsko Виртландия; rusko Виртландия; armensko Վիրտլանդիա; italijansko Virtlandia) je mikronarod, ustanovljen leta 2008 na osnovi medmrežja. 

## Zgodovina in vlada
Virtlandija je bila ustanovljena 14. avgusta 2008 kot javna iniciativa in je v veliki meri zastopana prek svoje uradne spletne strani. Virtlandija je dozdevno eksperiment v legitimnosti in samozadostnosti države in brez lastnega zemljišča. Država presega nacionalne meje, ne da bi s tem kršila ali zmanjševala suverenost ostalih vključenih. Državo trenutno vodi kancler in želi postati parlamentarna demokracija.
Januarja 2010 je Virtlandija predlagala, da bi pridobila ozemlje s soglasjem Nauruja. Če bi uspelo, bi to bil prvi primer miroljubnega nastanka nove države, kar bi naredilo Virtlandijo potencialno primerno za mednarodno diplomatsko priznanje po 1. členu konvencije iz Montevidea o pravicah in dolžnostih držav, pod pogojem, da lahko izpolnjuje tudi zahteve po "stalnem prebivalstvu" pod nadzorom vlade.

## Prebivalstvo
Prebivalstvo Virtlandije sestavljajo državljani, poznani kot Witizens (Virtljani) in turisti. Državljanstvo je odprto za vse, bodoči državljan mora samo napisati pismo vladi o svoji zainteresiranosti postati državljan. Nato prejme "dovoljenje za prebivanje" ali osebno izkaznico. Država ponuja enake demokratične pravice in ne diskriminira na podlagi narodnosti, vere, rase ali spola. Obrazec za pridobitev državljanstva je na voljo v angleščini, španščini, bolgarščini, portugalščini, turščini, tajščini, ruščini, korejščini, japonščini, kitajščini, nizozemščini, italijanščini, poljščini, finščini, ukrajinščini, nemščini, francoščini in norveščini.
Leta 2009 je Virtlandija izdala svoj prvi zlatnik, znan kot »virtlandski žerjav« (10 International Currency Units, ICU). Virtlandski žerjav – 1/10-unčni kovanec, kovan v 24-karatnem zlatu – je postal prvi svetovni zlatnik, proizveden od internetne (virtualne) države. Zlatniku  je kmalu sledil prvi srebrnik, »srebrni žerjav« (2 ICU). Virtlandija bo izdala tudi unikatne ročno poslikane pepelke (vrsta znamk).

## Nacionalna osebna izkaznica
Virtlandija izdaja plastične osebne izkaznice. Vsak državljan je upravičen do osebne izkaznice. Nove vloge za osebne izkaznice se sprejemajo od vsakogar, ki je star več kot 18 let in ki želi postati državljan Virtlandije.